# لسدكسامفيتامين
يعتبر لسدكسأمفيتامين، الذي يُباع تحت الاسم التجاري فيفانس، من بين أسماء أخرى، منشط ذهنيّ يستخدم لعلاج اضطراب نقص الانتباه وفرط النشاط (ADHD) لدى الأشخاص الذين تزيد أعمارهم عن خمس سنوات بالإضافة إلى اضطراب الأكل بنهم المعتدل إلى الشديد عند البالغين. يؤخذ لسدكسامفيتامين عن طريق الفم. في المملكة المتحدة عادة ما يكون أقل تفضيلًا من ميثيلفينيديت. تبدأ آثاره عمومًا في غضون ساعتين وتستمر لمدة تصل إلى 14 ساعة.
تشمل الآثار الجانبية الشائعة لسدكسامفيتامينفقدان الشهية والقلق والإسهال وصعوبة النوم والتهيج والغثيان. تشمل الآثار الجانبية النادرة والخطيرة الهوس والموت القلبي المفاجئ لمن يعانون من مشاكل قلبية كامنة والذهان. يمتلك احتمالية عالية لسوء الاستخدام حسب إدارة مكافحة المخدرات. قد تحدث متلازمة السيروتونين إذا اُستُخدم مع بعض الأدوية الأخرى. قد يؤدي استخدامه أثناء الحمل إلى الإضرار بالطفل ولا ينصح باستخدامه أثناء الرضاعة الطبيعية من قبل الشركة المصنعة. لسدكسامفيتامين هو منبه للجهاز العصبي المركزي (CNS) الذي يعمل بعد تحويله من قبل الجسم إلىديكستروأمفيتامين. كيميائيًا، يتكون ليسديكسامفيتامين من الأحماض الأمينية L -لايسين، المرتبطة بالديكستروأمفيتامين.
تمت الموافقة على لسدكسامفيتامين للاستخدام الطبي في الولايات المتحدة في عام 2007. يكلف إمداد شهر في المملكة المتحدة الخدمة الصحية الوطنية البريطانية حوالي £58 اعتبارًا من 2019 في الولايات المتحدة، تبلغ تكلفة الجملة لهذا المبلغ حوالي US$264. في عام 2017، كان الدواء رقم 91 الأكثر شيوعًا في الولايات المتحدة، مع أكثر من ثمانية ملايين وصفة طبية. وهي مادة خاضعة للرقابة من الجدول الثاني في المملكة المتحدة ومادة خاضعة للرقابة من الجدول الثاني في الولايات المتحدة.